# Barbacoas (Colombia)
Barbacoas è un comune della Colombia facente parte del dipartimento di Nariño.
Il centro abitato venne fondato da Francisco de la Parada y Zúñiga nel 1600.